# Meridiano 120 oeste
El meridiano 120 oeste de Greenwich es una línea de longitud que se extiende desde el Polo Norte atravesando el océano Ártico, América del Norte, el océano Pacífico, el océano Antártico y la Antártida hasta el Polo Sur.
El meridiano 120 oeste forma un gran círculo con el meridiano 60 este.
En Canadá gran parte de la frontera entre la Columbia Británica y Alberta está definida por el meridiano y en Estados Unidos parte de la frontera entre California y Nevada lo sigue de forma aproximada.
El tiempo solar medio de este meridiano determina el tiempo del Pacífico (UTC−08:00) durante el horario estándar. La mayoría del año, sin embargo, es el meridiano para el tiempo de Alaska, en horario de verano se observa casi 2/3 del año.
Comenzando en el Polo Norte y dirigiéndose hacia el Polo Sur, el meridiano 120 oeste pasa a través de:
| Coordenadas                         | País, territorio o mar         | Notas |
| ----------------------------------- | ------------------------------ | --- |
| 90°0′N 120°0′O / 90.000, -120.000   | Océano Ártico                  | |
| 77°1′N 120°0′O / 77.017, -120.000   | Canadá                         | Territorios del Noroeste - Isla del Príncipe Patrick |
| 75°50′N 120°0′O / 75.833, -120.000  | Estrecho de McClure            | |
| 74°17′N 120°0′O / 74.283, -120.000  | Canadá                         | Territorios del Noroeste - Isla de Banks |
| 72°14′N 120°0′O / 72.233, -120.000  | Estrecho del Príncipe de Gales | |
| 71°32′N 120°0′O / 71.533, -120.000  | Golfo de Amundsen              | |
| 69°21′N 120°0′O / 69.350, -120.000  | Canadá                         | Nunavut Territorios del Noroeste - pasa a través del Gran Lago del Oso Frontera Columbia Británica / Alberta - sur del paralelo 60 norte Columbia Británica - en la Intersection Mountain (53°48′N 120°00′O / 53.800, -120.000) el meridiano se encuentra con la Divisoria continental de América y la frontera con Alberta que deriva al sureste |
| 49°0′N 120°0′O / 49.000, -120.000   | Estados Unidos                 | Washington Oregón Frontera California / Nevada (aproximadamente) California |
| 34°27′N 120°0′O / 34.450, -120.000  | Océano Pacífico                | Canal de Santa Bárbara |
| 33°59′N 120°0′O / 33.983, -120.000  | Estados Unidos                 | California - Isla Santa Rosa |
| 33°57′N 120°0′O / 33.950, -120.000  | Océano Pacífico                | |
| 60°0′S 120°0′O / -60.000, -120.000  | Océano Antártico               | |
| 73°44′S 120°0′O / -73.733, -120.000 | Antártida                      | Territorio no reclamado |